# Жарковський район
Жарковський район (рос. Жарковский район) — муніципальний район у складі Тверської області Російської Федерації.
Адміністративний центр — смт Жарковський.

## Адміністративний устрій
До складу району входять одне міське та 5 сільських поселень:
1. Міське поселення — селище міського типу Жарковський
2. Жарковське сільське поселення
3. Новоселковське сільське поселення
4. Сичевське сільське поселення
5. Троїцьке сільське поселення
6. Щучейське сільське поселення